# 시각 영역
시각 영역(visual field)은 "한 방향으로 시선을 꾸준히 고정하는 동안 동시에 물체가 보이는 공간의 부분"이다. 안과 및 신경학에서는 주로 시야 내부 구조에 중점을 두고 있으며 그런 다음 "주변 측정법을 통해 획득하고 기록하는 기능적 용량 분야"로 정의한다.
그러나 시각 영역은 주로 지각적 개념으로 볼 수도 있으며, 그 정의는 "내성적 심리학 실험에서 관찰할 수 있는 시각적 감각의 공간적 배열"이다.(예: van Doorn et al., 2013)
광학 기기 및 이미지 센서에 해당하는 개념은 시야(field of view, FOV)이다. 인간과 동물의 경우 FOV는 눈 움직임(그 종에서 가능한 경우)이 허용될 때 보이는 영역을 나타낸다.
눈계측(optometry, 안계측), 안과, 신경과에서는 시야가 국소 암점(scotoma)을 유발하는 질병이나 보다 광범위한 시력 상실 또는 민감도 감소(역치 증가)를 유발하는 질병에 의해 영향을 받는지 여부를 확인하기 위해 시각 영역 검사(visual field test)를 사용한다.

## 같이 보기
- 시각로(optic tract)
- 시야(field of view)